# Ламбайеке (регион)
Ламбайеке (на испански: Lambayeque) е един от 25-те региона на южноамериканската държава Перу. Разположен е в западната част на страната на Тихия океан. Ламбайеке е с площ от 14 231,30 км². Регионът има население от 1 197 260 жители (по преброяване от октомври 2017 г.).

## Провинции
Ламбайеке е разделен на 3 провинции, които са съставени от 38 района.